# Beatrice Greig
Beatrice Greig (nascida em 1869) foi uma escritora, editora, assistente social e ativista dos direitos das mulheres trinitária. Ativa entre as décadas de 1920 e 1940, Greig foi uma das vozes mais influentes em prol da igualdade civil, econômica e política entre mulheres e homens durante esse período. Ela foi uma das primeiras mulheres a concorrer em uma eleição em Trindade e Tobago.

## Biografia
Beatrice nasceu em 1869 em em São João da Terra Nova, Terra Nova, Canadá. Seus pais, que eram missionários escoceses, se mudaram com ela para Trindade e Tobago quando Beatrice tinha dezesseis anos. Posteriormente ela estudou na Índia, onde foi exposta às ideias da teosofia e ao trabalho de Katherine Mayo sobre a subjugação das mulheres indianas. Ao retornar para Trindade, em 1891, ela se casou com William Greig, e passou a morar com ele. Ao se tornar viúva muito jovem, Beatrice Greig se voltou ao ativismo e trabalho social.
Greig fundou a União de Clubes Femininos de Trindade e os ramos organizados em toda a ilha. Ela também trabalhou com o Sindicato dos Professores e o Partido Trabalhista de Trindade. A partir do final da década de 1920 Greig passou a contribuir com o East Indian Weekly, tornando-se uma ativista que dava voz às mulheres indo-trinitárias em questões como educação de meninas e casamento infantil. Ela também foi conselheira do missionário hindu Pandit Āyodhyā Prasād quando ele visitou a ilha e fundou o movimento Arya Samaj em Trindade e Tobago. Em 1927, quando a possibilidade de mulheres concorrerem a cargos no Conselho de Port of Spain estava sendo amplamente debatida, Greig fez um discurso denominado "A posição das mulheres na vida pública", argumentando que a população feminina estava pronta para servir e pagar impostos. Seus argumentos foram rejeitados pelo jornal Port of Spain Gazette, mas dois anos depois, as mulheres conquistaram o direito de servir. Em 1929 Greig era editora associada no The Beacon e escrevia uma coluna regularmente no The Library. Seus textos eram focados em questões sociais, como uma coluna de 1931 no Labor Leader sobre o envolvimento da religião no casamento civil e divórcio. Ela argumentou que, sem o divórcio, o casamento aprisionava as mulheres, permitindo que os homens usassem suas mulheres para sua conveniência.
Em 1936 Greig se tornou uma das três primeiras mulheres a concorrerem a um assento no Conselho Municipal. Embora ela fosse uma das cidadãs mais respeitadas e uma das vozes mais influentes pelos direitos das mulheres, seus documentos de qualificação foram rejeitados. Naquele mesmo ano ela fez uma apresentação, "A nova era e o lugar das mulheres nela", na Conferência das Assistentes Sociais das Índias Britânicas Ocidentais e da Guiana Britânica, organizada por Audrey Jeffers e pelo Círculo de Assistentes Sociais. No seu discurso, Greig argumentou que as mulheres possuíam habilidades mentais idênticas às dos homens e que, embora fossem frequentemente subordinadas e reprimidas, as mulheres estavam prontas para serem integradas de forma igualitária na sociedade.

## Legado
Greig, ao lado de Gertrude Protain e Louise Rowley de Granada, May Farguharson e Una Marson da Jamaica, e Audrey Jeffers, ajudou a promover o feminismo pelo Caribe. Ela foi considerada uma das feministas mais importantes da sua era, e seu trabalho influenciou outras ativistas como Gema Ramkeeson.